# Vlag van Extremadura
De vlag van Extremadura is een horizontale driekleur in de kleuren groen, wit en zwart. De overheid gebruikt een versie waarop links van het midden het wapen van Extremadura staat. De vlag werd op 26 februari 1983 officieel aangenomen.
De vlag verscheen voor het eerst in het midden van de jaren zeventig, na de dood van Francisco Franco. Er bestaat geen eensgezindheid over de betekenis van de kleuren van de vlag en ook niet over het antwoord op de vraag waarom de vlag van Extremadura juist deze vorm heeft gekregen.
De vlag heeft dezelfde kleurencombinatie als de vlag van Putumayo.